# Stanisławgród
Stanisławgród – dawna kolonia. Tereny, na których była położona, leżą obecnie na Białorusi, w obwodzie witebskim, w rejonie brasławskim, w sielsowiecie Widze.

## Historia
W czasach zaborów w granicach Imperium Rosyjskiego.
W latach 1921–1939 kolonia leżała w Polsce, w województwie nowogródzkim (od 1926 w województwie wileńskim), w powiecie dziśnieńskim (od 1926 w powiecie brasławskim), w gminie Bohiń.
Według Powszechnego Spisu Ludności z 1921 roku zamieszkiwało tu 8 osób, 17 było wyznania prawosławnego, wszyscy mieszkańcy zadeklarowali białoruska przynależność narodową. Był tu 1 budynek mieszkalny. W 1931 w 14 domach zamieszkiwało 76 osób.
Wierni należeli do parafii prawosławnej w Bohiniu. W 1933 miejscowość podlegała pod Sąd Grodzki w Opsie i Okręgowy w Wilnie; właściwy urząd pocztowy mieścił się w Bohiniu.